# Tim Witherspoon
Tim Witherspoon (29 dicembre 1957) è un pugile statunitense, appartenente alla categoria dei pesi massimi. Ha svolto la sua carriera professionistica fra il 1979 e il 2003, anno del suo ritiro.

## La carriera
Il debutto di Witherspoon fu un ottimo biglietto da visita: una vittoria per KO tecnico contro Joe Adams, il 30 ottobre 1979. Notato da Don King, fu sparring partner di Muhammad Ali negli ultimi giorni della carriera di quest'ultimo. 
Nel maggio 1983, un ancora "ignoto ai più" Witherspoon ebbe la possibilità di essere campione WBC, ma una giuria troppo prevenuta gli tolse questa soddisfazione, assegnando discutibilmente la vittoria a Larry Holmes. 
L'anno successivo sconfisse James Tillis al primo round, per il titolo NABF. In quell'anno conservò e subito perse il NABF, battendo il 9 marzo Greg Page e perdendo il 31 agosto contro Pinklon Thomas. Lo riottenne nel 1985, sconfiggendo James Broad. Ancora sconfisse, in seguito, James Smith. Il 17 gennaio 1986 vinse il titolo WBA contro Tony Tubbs, ma solo per un verdetto ai punti. 
Nel dicembre 1986 ricevette un tremendo KO alla prima ripresa da James Smith. Seguirono anni anonimi. Nel 1991 sconfisse Carl Williams. Una causa vinta contro Don King gli valse un milione di dollari nel 1993. 
Ormai anziano, combatté ancora in categorie minori e poco note (HBO) con alterni risultati. Si ritirò sul finire del 2001. Attualmente abita a Philadelphia e lavora come allenatore pugilistico. Nel 2003, il 15 ottobre, ebbe un match nella EBF (categoria non riconosciuta) contro Paul Fiske. 
Il suo curriculum vitae professionistico annovera 69 incontri, 55 vinti (38 prima del limite), 13 persi e 1 pareggiato.